# Frédéric III de Wied
Frédéric III de Wied (Friedrich III. von Wied), né  le 16 novembre 1618 à Neuenhof et mort le 3 mai 1698 à Neuwied, fut comte régnant du comté de Wied et fondateur de la ville de Neuwied. A l’intérieur du Saint-Empire romain germanique, il fut un des premiers seigneurs qui œuvra politiquement sur la tolérance religieuse.

## Origine et territoire seigneurial
Frédéric III est issu de la famille des comtes de Wied, dont les traces remontent au 12e siècle, et qui fut membre de l’église reformée depuis 1564. Les comtes de Wied, en tant que comtes d’empire, eurent des sièges dans les associations des comptes impériaux du Bas Rhin/Westphalie (Niederrheinisch-Westfälischen Reichsgrafenkollegium) et de Vettéravie (Wetterauer Grafenverein). Selon les contrats de succession familiale des années 1595 et 1613, le territoire des Wied fut divisé en un comté supérieur, comprenant Dierdorf et Runkel et en un comté Inférieur avec les châteaux forts de Wied (Altwied) et de Braunsberg, puis la nouvelle ville de Neuwied après sa fondation au milieu du 17e siècle.

## Biographie
Frédéric fut le fils ainé de Hermann II de Wied (1581–1631), qui régna dans le comté supérieur de Wied de 1613 à 1631. Sa mère fut Juliana Dorothea Elisabeth zu Solms-Hohensolms (1592–1649). La naissance de Frédéric eut lieu lors d’un voyage de ses parents en retour de Westphalie vers Dierdorf, causant quelques confusions apparaissant plus tard sur le lieu de naissance du futur comte. Selon les écris d’alors ça eu lieu « sur la colline Syeburgh dans la nouvelle ferme (neuer Hof) » et on retint donc « Neuenhof » près du village de Kircheib dans le Westerwald. Mais dans d’autres documents il est aussi question de « Seeburg » près de Dreifelden.

## Début du règne et changement du territoire seigneurial
Frédéric, qui grandit d’abord au Dillenburger Hof, n’avait pas encore 13 ans, quand son père décéda le 13 octobre 1631. Après une période de régence assurée par sa mère, Frédéric débuta lui-même son règne sur le comté supérieur en l’an 1634.  
Le comté inférieur de Wied fut alors sous le règne de l’oncle de Frédéric, Johann Wilhelm, et cela depuis 1613. Dans les troubles d’alors de la Guerre de Trente Ans, Johann Wilhelm dut fuir vers Mayence, ou il mourut en 1633. Lorsque son fils Philipp Ludwig II, décéda également en 1638, il y resta plus d’héritier masculin. Selon les règles de la convention familiale, le règne du comté inférieur passa alors à Frédéric III, qui céda alors le comté supérieur à son frère cadet Moritz Christian (1620–1653).

## Mariage et querelles de propriété
Le 20 mars 1639, Frédéric épousa Maria Juliana von Leiningen-Westerburg (1616–1657), de deux ans son ainée et veuve du comte Philipp Ludwig zu Leiningen-Westerburg. La dot, comme la somme apporté par Frédéric, fut de 10000 florins. Selon le contrat de mariage, 1000 florins furent destinés au douaire, et le château fort de Braunsberg fut désigné comme résidence de veuvage.
Frédéric vécut alors avec sa famille, encore jeune, dans la « Maison Braunsberg » à proximité immédiate du château fort du même nom, car ce dernier, déjà à l’époque, ne fut plus vraiment habitable.
A cette époque, le château de Wied (aujourd’hui Altwied) résidence ancestrale de la famille des Wied, fut l’objet d’une querelle, car la veuve du comte Johann Wilhelm, Magdalena (1577–1657), tante de Frédéric, ainsi que sa fille Johanna Walpurgis, revendiquèrent des droits de propriété. La discorde ne finira qu’a la mort de Walpurgis en 1672.

## Fondation de Neuwied et tolérance religieuse
Durant les années 1640, et avant la fin de la guerre de Trente Ans, Frederic commença à cogiter sur la construction d’une nouvelle résidence au bord du Rhin. Il y avait plusieurs raisons pour cela : d’abord le château familial de Wied, de 500 ans d’âge, fut toujours occupé par sa tante Magdalena. Ensuite la proximité du Rhin comme importante route fluviale donna la perspective d’une amélioration économique des finances du comté, qui fut endetté à la suite de la guerre de Trente Ans. Une raison supplémentaire constitua pour Frédéric certainement la sécurisation de l’étroite accès au fleuve depuis le territoire des Wied, qui fut alors flanquée par des terres appartenant à l’électorat de Trèves, à savoir Engers (depuis 1371), Irlich (depuis 1652) et Leutesdorf (depuis 1263). Les villages de Fahr et de Langendorf furent alors les seuls du territoire des Wied, touchant la rive droite du Rhin.
Frédéric ordonna alors en 1645 la construction du château de son nom, Schloss Friedrichsstein (aujourd disparu) au bord du Rhin près de la localité de Fahr, ainsi que d’une maison en pierres à proximité de l’embouchure de la rivière Wied dans le Rhin (à la place du hameau de Langendorf qui fut délaissée à la suite de la guerre). Cette maison, appelée „Newen Wiedt“, remplacé depuis par le château actuel de Neuwied, fut le noyau de la nouvelle ville résidentielle. Frédéric demanda à l’empereur Ferdinant III de transférer à Neuenwied le privilège urbain (Stadtrecht) qu’auparavant l’empereur Charles IV eut déjà accordé, en 1357, à la localité de Nordhofen, mais qui ne fut jamais mis en place pour ce lieu. Ce transfert du privilège urbain se réalisa officiellement le 26 août 1653, qui est considéré comme la date de fondation de la ville de Neuwied.
Dans un premier temps vécurent à Neuwied essentiellement des fonctionnaires et des membres du personnel de la famille comtale. Pour accélérer le développement de la jeune ville, Frédéric émit, en 1662 un décret « de privilège de ville » avec un programme de peuplement qui fut extrêmement moderne pour l’époque. Comme point central il accorda à tous les citoyens le droit d’exercer leur religion librement dans leurs maisons. De plus il leur assura d’être libre de toute corvée et de tout servage.
Les nouveaux arrivants bénéficièrent d’un terrain gratuit de construction et furent exemptes de taxes pendant les premiers 10 ans. Les citoyens obtinrent le droit d’élire un maire dès que le nombre d’habitants dépasse un certain chiffre ce qui fut le cas en 1679. Ainsi, le gérant comtale de la ville fut remplacé le 1er janvier 1679, par un maire élu. Un des premiers maires de Neuwied fut le huguenot Jean de Sevres. À la mort de Frédéric en 1698, la ville de Neuwied compta environ 180 maisons.
Le décret du « privilège de ville » émis par Frédéric pour Neuwied, fut confirmé le 4 septembre 1663 par la chambre impériale. Cependant, cette règlementation s’appliqua aux citoyens de la ville uniquement. Les autres sujets du comté de Wied durent continuer leur servitude et payer leur dîme, puis appartenir forcement à l’église reformée.

## Faidede Braunsberg
En même temps que la fondation de la ville de Neuwied, Frédéric dut rembourser des dettes de guerre. Il en résulta des impôts exorbitants et d’importants corvées infligées à ses sujets sur ses terres, mais des villages entiers refusèrent cela. Les paysans s’adressèrent en 1660 au suzerain, c’est-à-dire au possesseur du fief de Wied, le prince Charles Ier Louis du Palatinat. Ce dernier envoya 450 soldats qui occupèrent le château fort de Braunsberg. Frédéric fuit alors vers Andernach dans l'électorat de Cologne qu'il réussit à convaincre d'envoyer 1 500 soldats pour reprendre le château de Braunsberg, ce qui fut fait le 19 décembre 1660. Deux hommes du village de Selters furent exécutés par pendaison près de la localité de Anhausen pour avoir tenté un attentat sur Frédéric, dont les exigences envers ses sujets furent reconnues par un tribunal en 1663. Parmi d’autres mesures, il octroya des corvées (travaux forcés) pendant 52 jours par an ainsi qu’une limitation de l’exploitation forestière par les paysans.

## Ligne de succession
Vers l’an 1675, Frédéric eut accumulé d’importantes dettes et dut également gerer des différents à l’intérieur de sa famille. Il essaya alors de vendre son comté à l’empereur du Saint Empire pour la somme de 250000 florins, en projetant d’utiliser cet argent pour acheter des terres neuves en Amérique du Sud.
Ces plans de vente furent probablement la première raison déclenchant une querelle prolongée avec son fils ainé Georg Hermann Reinhard (1640–1690), conduisant à une plainte au conseil aulique d’empire, puis à l’exhérédation de ce dernier.
En 1685, Frédéric conclut un contrat de vente-héritage avec le landgraviat de Hesse-Cassel stipulant qu’après sa mort, Neuwied et ses environs durent entrer dans la souveraineté du landgraviat de Hesse-Cassel, mais Georg Hermann Reinhard contesta auprès la justice d’empire et obtint l’annulation de ce contrat.
Par la suite, et selon son testament datant du 29 juin 1688, Frédéric voulut léguer son comté à 2 de ses fils, à savoir Georg Hermann Reinhard (alors âgé de 48 ans) et aussi à Friedrich Wilhelm (alors âgé de 4 ans), ce qui conduisit à un nouveau litige puis à une nouvelle exhérédation, en 1690, du fils aîné, qui mourut le 7 juin de la même année.
Par un accord conclu avec son neveu Ludwig Friedrich de Wied, comte de Wied-Runkel (1656–1709), en 1691, Frédéric acquit également le comté supérieur de Wied, qu’il transmit cependant le 27 Aout 1992 à son petit-fils Maximilian Heinrich (1681–1706) qui fut le deuxième fils de Georg Hermann Reinhard, ceci sous tutelle dans un premier temps.
En octobre 1793, en raison de son grand âge, le comte Frédéric de Wied se retira également de la régence du comté inférieur de Wied. Il retint pour sa retraite, outre une somme d’argent, le château de Braunsberg ainsi que le domaine de Schönerlen (près de Steinen dans le Westerwald). Le 13 décembre 1694, Il officiellement transmit le règne du comté inférieur à son fils Friedrich Wilhelm (1684–1737), alors âgé d’à peine 10 ans, qui fut d’abord sous la tutelle du comte August zur Lippe.
Frédéric mourut le 3 mai 1698 à Neuwied (selon d’autres sources sur le château de Braunsberg). Sons corps fut inhumé le 21 juin 1698 dans l’église reformée de Neuwied, et repose aujourd’hui, depuis 1876, dans le caveau de l’église Marktkirche qui suivit à cet endroit.